# Kadie Rolfzen
Kadie Rolfzen (Papillion, 25 agosto 1994) è un'ex pallavolista statunitense, di ruolo schiacciatrice.

## Carriera

### Club
La carriera di Kadie Rolfzen, sorella gemella della pallavolista Amber Rolfzen, inizia nei tornei scolastici del Nebraska, giocando per la Papillion-La Vista HS.
Dal 2013 al 2016 gioca nella NCAA Division I, difendendo i colori della Nebraska, aggiudicandosi il titolo nazionale nel 2015 e ricevendo diversi riconoscimenti individuali. Nel dicembre 2016, appena conclusa la sua carriera universitaria, firma il suo primo contratto professionistico, ingaggiata per il campionato 2016-17 dal Dresdner, club della 1.Bundesliga tedesca. Per il campionato seguente si trasferisce in Giappone, firmando con le Toray Arrows, club impegnato in V.Premier League.
Nel campionato 2018-19 gioca nella Chinese Volleyball Super League con lo Henan, mentre nel campionato seguente fa ritorno al club di Dresda, con cui si aggiudica la Coppa di Germania 2019-20; al termine dell'annata annuncia il suo ritiro dalla pallavolo giocata.

### Nazionale
Fa parte delle selezioni statunitensi giovanili, vincendo con la nazionale Under-20 la medaglia di bronzo al campionato nordamericano 2012.
Nel 2018 esordisce in nazionale maggiore in occasione della Coppa panamericana, aggiudicandosi la medaglia d'oro, successo bissato nel 2019, quando viene anche premiata come miglior schiacciatrice del torneo. Conquista poi ancora un oro alla NORCECA Champions Cup 2019.

## Palmarès

### Club
- NCAA Division I: 1

2015
- Coppa di Germania: 1

2019-20

### Nazionale (competizioni minori)
- Campionato nordamericano Under-20 2012
- Coppa panamericana 2018
- Coppa panamericana 2019
- NORCECA Champions Cup 2019

### Premi individuali
- 2013 - All-America Third Team
- 2013 - NCAA Division I: Lincoln Regional All-Tournament Team
- 2014 - All-America Third Team
- 2014 - NCAA Division I: Seattle Regional All-Tournament Team
- 2015 - All-America First Team
- 2015 - NCAA Division I: Lexington Regional MVP
- 2016 - All-America First Team
- 2016 - NCAA Division I: Lincoln Regional MVP
- 2019 - Coppa panamericana: Miglior schiacciatrice